# یورک بیچ (مین)
یورک بیچ (به انگلیسی: York Beach) یک منطقهٔ مسکونی در ایالات متحده آمریکا است که در شهرستان یورک، مین واقع شده‌است. یورک بیچ ۶٫۱ متر بالاتر از سطح دریا واقع شده‌است.